# Шији (Сома)
Шији (фр. Chilly) насеље је и општина у североисточној Француској у региону Пикардија, у департману Сома која припада префектури Мондидје.
По подацима из 2011. године у општини је живело 207 становника, а густина насељености је износила 42,68 становника/km². Општина се простире на површини од 4,85 km². Налази се на средњој надморској висини од 91 метар (максималној 93 m, а минималној 78 m).

## Демографија
| 1962. | 1968. | 1975. | 1982. | 1990. | 1999. | 2011. |
| ----- | ----- | ----- | ----- | ----- | ----- | ----- |
| 109   | 147   | 103   | 107   | 128   | 166   | 207   |

График промене броја становника у току последњих година